# Space Jam: A New Legacy
Space Jam: A New Legacy (titulada: Space Jam: Una nueva era en Hispanoamérica y Space Jam: Nuevas leyendas en España) es una película de comedia deportiva estadounidense de imagen real/animada de 2021, y una secuela independiente de Space Jam de 1996. Es la novena película de Warner Animation Group. La película está dirigida por Malcolm D. Lee y protagonizada por el jugador de baloncesto LeBron James, así como por Don Cheadle y Sonequa Martin-Green. También está protagonizada por los personajes de Looney Tunes como Bugs Bunny, Lola Bunny, el Pato Lucas y otros más. James también actúa como productor junto a Ryan Coogler, quien coescribió el guion con Sev Ohanian.
Las conversaciones para una secuela de Space Jam comenzaron después del lanzamiento de la primera película, pero finalmente fracasaron. También se discutieron varias posibles derivaciones, que se centraron en otros atletas, incluidos Jeff Gordon, Tiger Woods y Tony Hawk, pero nunca se concretaron. Una secuela dirigida por LeBron James se anunció oficialmente en 2014, y después de varios años de languidecer, la filmación comenzó bajo Terence Nance en junio de 2019 en Los Ángeles. Después de algunas semanas de rodaje, Nance dejó el proyecto y Lee fue contratado para reemplazarlo en julio de 2019. La producción finalizó en septiembre de 2019. 
Space Jam: A New Legacy se estrenó el 16 de julio de 2021 por Warner Bros. Pictures, a través de los cines y en simultáneo en HBO Max en Estados Unidos. La película ha recibido críticas generalmente negativas por parte de la crítica y los fanáticos, que criticaron la pésima actuación de James, la cantidad de colocación de productos en la película, el rediseño del personaje Lola Bunny, la ausencia del personaje Pepe Le Pew y se consideró que carecía del humor autorreferencial de su predecesora, mientras que la animación, los efectos visuales y las otras actuaciones recibieron algunos elogios, a pesar de su recepción negativa, ha recaudado 163 millones de dólares.

## Argumento
En 1998, un joven LeBron James (Stephen Kankole) es dejado por su madre en un partido de la liga juvenil de baloncesto de su escuela. Mientras se prepara para el partido, un amigo suyo llamado Malik (Jalyn Hall) le regala un Game Boy, con la que LeBron juega hasta que su entrenador lo descubre y le pide que se centre más en sus habilidades del baloncesto. Después de fallar una posible canasta y ser reprendido por su entrenador, LeBron decide seguir su consejo y se deshace de la Game Boy, tirándola a la basura.
En el presente, un adulto LeBron aspira a que sus dos hijos, Darius (Ceyair Wright) y Dominique "Dom" James (Cedric Joe), sigan sus pasos para el baloncesto, pero Dom en cambio sueña con convertirse en desarrollador de videojuegos y su esposa Kamiyah (Sonequa Martin-Green) le pide que respete el sueño de Dom. Mientras LeBron empieza a mostrar interés por el juego de baloncesto arcade que Dom había desarrollado, en eso descubren que hay un glitch que tras realizar una serie de movimientos específicos, accidentalmente causa el borrado inmediato del avatar creado por Dom. Para empeorar las cosas, el archivo del avatar creado por Dom ya no se puede recuperar del sistema y había trabajado muy duro durante semanas en su creación.
Más tarde, LeBron es invitado con su familia a los estudios Warner Bros. en Burbank para hablar de un acuerdo cinematográfico con lo último en tecnología, El Warner 3000, pero LeBron desestima la idea; mientras que Dom muestra su interés por el software del estudio, en particular por su inteligencia artificial (IA) de última generación, Al-G Ritmo (Don Cheadle). Dom expresa su interés en un futuro con Warner Bros. y de también en ir al E3 Game Design Camp, lo que lleva a una discusión con su padre cuando Dom decide dejar el campamento de baloncesto. Al-G, que ha tomado conciencia de sí mismo y desea un mayor reconocimiento del mundo, atrae a los dos a la sala de servidores del sótano y los atrapa en un mundo virtual conocido como "El Servidoverso". 
Tomando a Dom como su prisionero, le ordena a LeBron que reúna un equipo de baloncesto formado íntegramente por personajes de ficción propiedad de Warner Bros. para competir contra su propio equipo, diciéndole que sólo será liberado si logra ganar, y lo envía a través del espacio virtual donde aterriza en el Mundo Tune. Mientras tanto, Al-G comienza a poner a Dom en contra de su padre jugando con sus resentimientos y ayudándole a desarrollarse y a mejorar su juego, que secretamente pretende utilizar contra LeBron.
Mientras tanto, LeBron encuentra el Mundo Tune completamente desierto, con excepción de Bugs Bunny, el cual le explica que hace un tiempo atrás, Al-G convenció al resto de los Looney Tunes para que abandonaran su mundo y exploraran otros mundos en "El Servidoverso", dejando a Bugs completamente solo y triste por la partida de sus amigos. Utilizando una nave espacial perteneciente a Marvin el Marciano, el único de los Looney Tunes que no fue convencido por AI-G en su momento, LeBron y Bugs viajan a diferentes mundos basados en propiedades de Warner Bros. como DC Comics, Mad Max, The Matrix, Casablanca, Harry Potter y Game of Thrones para localizar y reclutar al resto de los Looney Tunes, entre ellos: el Pato Lucas, Lola Bunny, el Puerco Porky, Gallo Claudio, Speedy Gonzales, Abuelita, Elmer Gruñón, Sam Bigotes, el gato Silvestre, Piolín, Gossamer, Wile el Coyote, el Correcaminos y Taz, este último siendo traído por Rick Sánchez y Morty Smith de la serie Rick y Morty, los cuales confundieron a Taz con un tejón.
Luego de terminar su reclutamiento y a pesar de las objeciones de Bugs, LeBron insiste en entrenar a sus nuevos jugadores en los fundamentos del baloncesto. Al-G convierte a los Looney Tunes en versiones 3-D en lugar de verse animados al estilo 2-D para que estos pudieran verse mejorados. El Tune Squad se enfrenta al equipo de Al-G llamado el Goon Squad, compuesto por los avatares actualizados de varios jugadores de baloncesto profesionales en activo con superpoderes y dirigidos por el propio Dom. Para aumentar las apuestas, Al-G transmite el partido en directo y secuestra a innumerables espectadores, incluida a la familia James y a su viejo amigo Malik, quien ahora es un adulto (Khris Davis), en la realidad virtual mientras convoca a todos los personajes de Warner Bros e incluyendo a Los Monstars de la primera película de Space Jam . para que vean el partido, donde Al-G advierte que si el Tune Squad gana todos serán liberados inmediatamente (incluyendo a la familia de LeBron y a Malik), pero de lo contrario si el Tune Squad pierde el partido, todos los espectadores se quedarán atrapados en "El Servidoverso" por toda la eternidad, mientras que los Looney Tunes por otro lado serán borrados del "Servidoverso" definitivamente.
El Goon Squad domina fácilmente la primera mitad del partido, utilizando sus poderes para conseguir puntos extra. Durante el descanso, Silvestre intenta reclutar a Michael Jordan, el antiguo miembro del Tune Squad que los ayudó hace 25 años, durante el incidente de los Monstars, pero resulta que este había localizado por error al actor Michael B. Jordan en su lugar. Mientras piensan una nueva estrategia, LeBron se da cuenta de sus                 errores pasados y permite a Bugs idear la estrategia para la segunda mitad del partido, utilizando su física de dibujos animados para alcanzar al Goon Squad. LeBron se enfrenta a Dom y le dice que ya no quiere interponerse en el camino de sus sueños, ganándose su perdón y confianza mientras Dom abandona el Goon Squad y se reúne con el Tune Squad.
Al-G asume el control del Goon Squad y utiliza sus propias habilidades para hacerlos aparentemente imbatibles. Justo en ese momento, Dom se percata de que la única forma de ganar el partido es utilizar el movimiento glitch que Lebron hizo previamente en su juego, sin embargo Lebron les advierte que hacer dicho movimiento sería una jugada suicida, ya que si alguien lo hace correría el riesgo de ser borrado de la existencía para siempre. Durante los últimos segundos del partido, Bugs se sacrifica realizando el movimiento, y permite a Dom ayudar a LeBron a anotar el punto final, ganando el partido y literalmente posterizando a Al-G, borrándolo a él y al Goon Squad de la existencia. La familia James y los ciudadanos secuestrados son devueltos al mundo real, mientras que en el Mundo Tune, Bugs se despide de sus amigos antes de desaparecer.
En el mundo real, LeBron llega a ver a su familia con buenos ojos y apoya la decisión de Dom de convertirse en diseñador de videojuegos. Después de dejarlo en el E3 Game Design Camp, se le acerca Bugs, que en realidad ha sobrevivido debido a que, como personaje de ficción, no puede "morir" realmente. Le pide a LeBron que lo aloje durante un tiempo hasta que pueda encontrar la forma de volver al Mundo Tune y le pregunta si puede invitar también al resto de los Looney Tunes. 
Durante los créditos finales se muestra a los Looney Tunes adaptandose al mundo real. Al final de los créditos, se escucha a Porky diciendo: "¡Eso es to... eso es to... eso es todo, amigos!".

## Elenco
- LeBron James como él mismo, un campeón de baloncesto. James también se expresa a sí mismo en forma animada.
  - Stephen Kankole como el joven LeBron James.
- Don Cheadle como Al-G Rhythm, un malvado algoritmo informático[3]
- Sonequa Martin-Green como Kamiyah, la esposa de LeBron.[4]
- Cedric Joe como Dominique "Dom" James, el hijo menor de LeBron.
- Ceyair Wright como Darius James, el hijo mayor de LeBron.[5]
- Harper Leigh Alexander como Xosha James, la hija de LeBron.
- Jon Bauman como Jon "Bowzer" Bauman.
- Khris Davis como Malik, el amigo de LeBron.
  - Jalyn Hall como el joven Malik.
- Michael B. Jordan como él mismo.

Además, los jugadores de la NBA Klay Thompson, Anthony Davis, Damian Lillard, Chris Paul y Kyle Kuzma, así como las jugadoras de la WNBA Diana Taurasi, Nneka Ogwumike y Chiney Ogwumike están preparadas para hacer cameos. Michael B. Jordan, hará un cameo especial en la película haciendo referencia a Michael Jordan.

### Elenco de voces
- Jeff Bergman como Bugs Bunny, Silvestre, Pedro Picapiedra, Sam Bigotes y Oso Yogui
- Eric Bauza como Pato Lucas, Porky Pig, Elmer Gruñón, Gallo Claudio y Marvin el Marciano[8]
- Bob Bergen como Piolín.
- Zendaya como Lola Bunny.
- Gabriel Iglesias como Speedy Gonzales.
- Candi Milo como la Abuelita.
- Fred Tatasciore como Taz.
- Paul Julian como  El Correcaminos (grabaciones de archivo).
- Justin Roiland como Rick Sánchez y Morty Smith (cameo).
- Rosario Dawson como Mujer Maravilla
- Klay Thompson como Wet-Fire, un miembro del Goon Squad similar a Hydro-Man/Antorcha Humana.
- Anthony Davis como The Brow, un miembro masculino del Goon Squad parecido a una Harpía.
- Damian Lillard como Chronos, un veloz miembro robótico del Goon Squad.
- Diana Taurasi como White Mamba, una miembro del Goon Squad similar a Naga.
- Nneka Ogwumike como Arachnneka, una miembro del Goon Squad parecida a una Araña.

## Doblaje
| Personaje                      | Actor original           | Actor de doblaje    | Actor de doblaje      |
| ------------------------------ | ------------------------ | ------------------- | --------------------- |
| LeBron James                   | LeBron James             | César Martín        | Dafnis Fernández      |
| Al-G Ritmo / Al-G Ridimo       | Don Cheadle              | Fernando Cordero    | Óscar Flores          |
| Dom James                      | Cedric Joe               | Iván Saudinós       | Oliver Díaz           |
| Kamiyah James                  | Sonequa Martin-Green     | Ana Jiménez         | Kerygma Flores        |
| LeBron James (niño)            | Stephen Kankole          | Miquel Rodriguez    | Jared Mendoza         |
| Xosha James                    | Harper Leigh Alexander   | ¿?                  | ¿?                    |
| Darius James                   | Ceyair J Wright          | Edson Ferrero       | José Antonio Toledano |
| Malik                          | Khris Davis              | Javier Bañas        | Miguel Ángel Leal     |
| Malik                          | Jalyn Hall (niño)        | Tommy Virseda       | Sebastián Albavera    |
| Shanice James                  | Xosha Roquemore          | Laura Martínez      | Dafne Gallardo        |
| Ilsa Lund                      | Ingrid Bergman (archivo) | Laura Martínez      | Yolanda Vidal         |
| Ernie Johnson Jr.              | Ernie Johnson Jr.        | Pablo Irles         | Manuel Campuzano      |
| Lil Rel Howery                 | Lil Rel Howery           | Manuel Bohájar      | Raúl Anaya            |
| Michael B. Jordan              | Michael B. Jordan        | Ivan Labanda        | Alejandro Orozco      |
| Damian Lillard                 | Damian Lillard           | Álvaro Ramos Toajas | Mauricio Pérez        |
| Klay Thompson                  | Klay Thompson            | Iván De Pedro       | Manuel Pérez          |
| Nneka Ogwumike                 | Nneka Ogwumike           | Belén Rodríguez     | ¿?                    |
| Diana Taurasi                  | Diana Taurasi            | Vicky Pascual       | ¿?                    |
| Anthony Davis                  | Anthony Davis            | Héctor Garay        | ¿?                    |
| Entrenador C                   | Wood Harris              | Iñaki Crespo        | José Gilberto Vilchis |
| Ejecutiva de Warner            | Sarah Silverman          | Diana Torres        | Gaby Ugarte           |
| Ejecutivo de Warner            | Steven Yeun              | Ángel Luis Martínez | Javier Olguín         |
| Guardia de seguridad de Warner | Gerald "Slink" Johnson   | Daniel Morales      | ¿?                    |

| Personaje               | Actor de voz original | Actor de doblaje      | Actor de doblaje                    |
| ----------------------- | --------------------- | --------------------- | ----------------------------------- |
| Bugs Bunny              | Jeff Bergman          | Xavier Fernández      | Alfonso Obregón                     |
| Silvestre               | Jeff Bergman          | Francesc Belda        | Arturo Mercado Jr                   |
| Oso Yogi                | Jeff Bergman          | Juan Carlos Gustems   | Miguel Ángel Leal                   |
| Pedro Picapiedra        | Jeff Bergman          | N/A                   | Arturo Mercado (solo en el tráiler) |
| Sam Bigotes             | Jeff Bergman          | Javier Viñas          | César Soto                          |
| Taz                     | Fred Tatasciore       | Paco Gázquez          | César Soto                          |
| Lola Bunny              | Zendaya               | Lola Índigo           | María Fernanda Morales              |
| Pato Lucas              | Eric Bauza            | Juan Antonio Bernal   | Irwin Daayán                        |
| Puerco Porky            | Eric Bauza            | Alberto Mieza         | Rick Loera                          |
| Elmer Gruñón            | Eric Bauza            | Alberto Mieza         | Herman López                        |
| Marvin el Marciano      | Eric Bauza            | Marc Zanni            | Rafael Pacheco                      |
| Gallo Claudio           | Eric Bauza            | Francesc Belda        | Octavio Rojas                       |
| Piolín                  | Bob Bergen            | Alicia Laorden        | Circe Luna                          |
| Abuelita                | Candi Milo            | Alicia Laorden        | Gabriela Guzmán                     |
| Speedy Gonzales         | Gabriel Iglesias      | Albert Trifol Segarra | Moisés Iván Mora                    |
| La Frente               | Anthony Davis         | Héctor Garay          | Gerardo Vásquez                     |
| Chronos                 | Damian Lillard        | Álvaro Ramos Toajas   | Roberto Salguero                    |
| Mamba Blanca            | Diana Taurasi         | Vicky Pascual         | Lupita Leal                         |
| Arachnneka              | Nneka Ogwumike        | Belén Rodríguez       | Mónica Moreno                       |
| Wet-Fire / Fuego Húmedo | Klay Thompson         | Iván De Pedro         | Andrés "Navy" Navarro               |
| Mujer Maravilla         | Rosario Dawson        | Laura Martínez        | Jessica Ortiz                       |
| Rick Sánchez            | Justin Roiland        | Txema Moscoso         | Mauricio Pérez                      |
| Morty Smith             | Justin Roiland        | Rodri Martín          | Moisés Iván Mora                    |

Créditos técnicos (España)
- Estudio de Doblaje: Tecnison, Madrid
- Director de Doblaje: José Luis Angulo
- Traductor: Eva Garcés
- Producción de Doblaje: Warner Bros. Entertainment España S.L.

Créditos técnicos (México)
- Estudio de Doblaje: SDI Media de México, México, D. F.
- Director de Doblaje: Xóchitl Ugarte
- Traductor: Katya Ojeda
- Ingeniero de grabación: Liza Soto
- Supervisor de mezcla: Alejandra Díaz
- Ingeniero de edición: Ismael Mondragón
- Productor ejecutivo: Marcel Carré
- Gerente de producción: Gabriela Garay
- Coordinación de talento: Laura Chavarría

Nota: Juan Guzmán y Eder La Barrera no retomaron respectivamente a Rick ni a Morty (debido al país donde se dobló esta película), siendo reemplazados por Mauricio Pérez y Moisés Iván Mora respectivamente.

## Producción

### Desarrollo
Se planeó una secuela de Space Jam ya en 1997. Cuando comenzó el desarrollo, Space Jam 2 implicaría una nueva competencia de baloncesto entre los Looney Tunes y un nuevo villano llamado Berserk-O!, que desterrará a los Looney Tunes a la Tierra. El artista Bob Camp fue el encargado de diseñar Berserk-O! y sus secuaces. Joe Pytka habría vuelto a dirigir a Spike Brandt y Tony Cervone firmaron como supervisores de animación. Sin embargo, Michael Jordan no aceptó protagonizar una secuela. Según Camp, un productor mintió a los artistas de diseño al afirmar que Jordan había firmado para mantener el desarrollo. Warner Bros. finalmente canceló los planes para Space Jam 2.
La posible secuela volvió a aparecer como Spy Jam y fue protagonizada por Jackie Chan en un guion diferente. El estudio también estaba planeando una película titulada Race Jam, protagonizada por Jeff Gordon. Además, Pytka reveló que después del éxito de la primera película, le habían lanzado una historia para una secuela que habría protagonizado al golfista profesional Tiger Woods, con Jordan en un papel más pequeño. Pytka explicó cómo surgió la idea de una conferencia de guiones fuera del estudio, con personas que trabajaron en la película original supuestamente involucradas. Según los informes, el productor Ivan Reitman estaba a favor de una película que volvería a protagonizar Jordan. Las películas de seguimiento fueron finalmente canceladas a favor de Looney Tunes: Back in Action (2003). Una película titulada Skate Jam estaba en desarrollo temprano con Tony Hawk en el papel protagonista. Los planes estaban en marcha para que la producción comenzara inmediatamente después del lanzamiento de Looney Tunes: Back in Action, pero se canceló debido a la mala recepción financiera de dicha película a pesar de la mejor recepción crítica.

### Resurgimiento
En febrero de 2014, Warner Bros. anunció oficialmente el desarrollo de una secuela que protagonizaría LeBron James. Charlie Ebersol estaba listo para producirla, mientras que Willie Ebersol escribió el guion. En mayo del mismo año, James fue citado diciendo: "Siempre me ha encantado Space Jam. Fue una de mis películas favoritas mientras crecía. Si tengo la oportunidad, será genial". En julio de 2015, James y su estudio de cine, SpringHill Entertainment, firmaron un acuerdo con Warner Bros. para televisión, cine y contenido digital después de recibir críticas positivas por su papel en Trainwreck. En 2016, Justin Lin firmó el proyecto como director y coguionista con Andrew Dodge y Alfredo Botello. En noviembre de 2016, se lanzó en Twitter un tráiler en forma de anuncio de Nike en #MonstarsBack. Más tarde, en diciembre, Bugs Bunny y los Monstars aparecieron en un comercial de Foot Locker protagonizado por Blake Griffin y Jimmy Butler. En agosto de 2018, Justin Lin abandonó el proyecto, y Terence Nance fue contratado para dirigir la película. En septiembre de 2018, Ryan Coogler fue anunciado como productor de la película. SpringHill Entertainment lanzó una imagen teaser promocional que anuncia oficialmente la película, con la producción programada para comenzar en 2019 durante la temporada baja de la NBA. La filmación se llevó a cabo en California y se filmó dentro de un radio de 30 millas de Los Ángeles. Antes de la producción, la película recibió 21,8 millones de USD en créditos fiscales como resultado de un nuevo programa de incentivos fiscales del estado.
La fotografía principal comenzó el 25 de junio de 2019. El 16 de julio de 2019, se anunció que Terence Nance dejaría el proyecto porque él y "el estudio tenían diferentes opiniones sobre la visión creativa de Space Jam 2", y que Malcolm D. Lee sería su reemplazo. Los nombres y características de la familia de LeBron James utilizados son ficticios. 
Entre los lugares utilizados para la filmación se incluye la Residencia Sheats-Goldstein, propiedad de James Goldstein, que incluye convertir temporalmente su cancha de tenis en una cancha de baloncesto para el rodaje. La producción finalizó el 14 de septiembre de 2019.

## Marketing

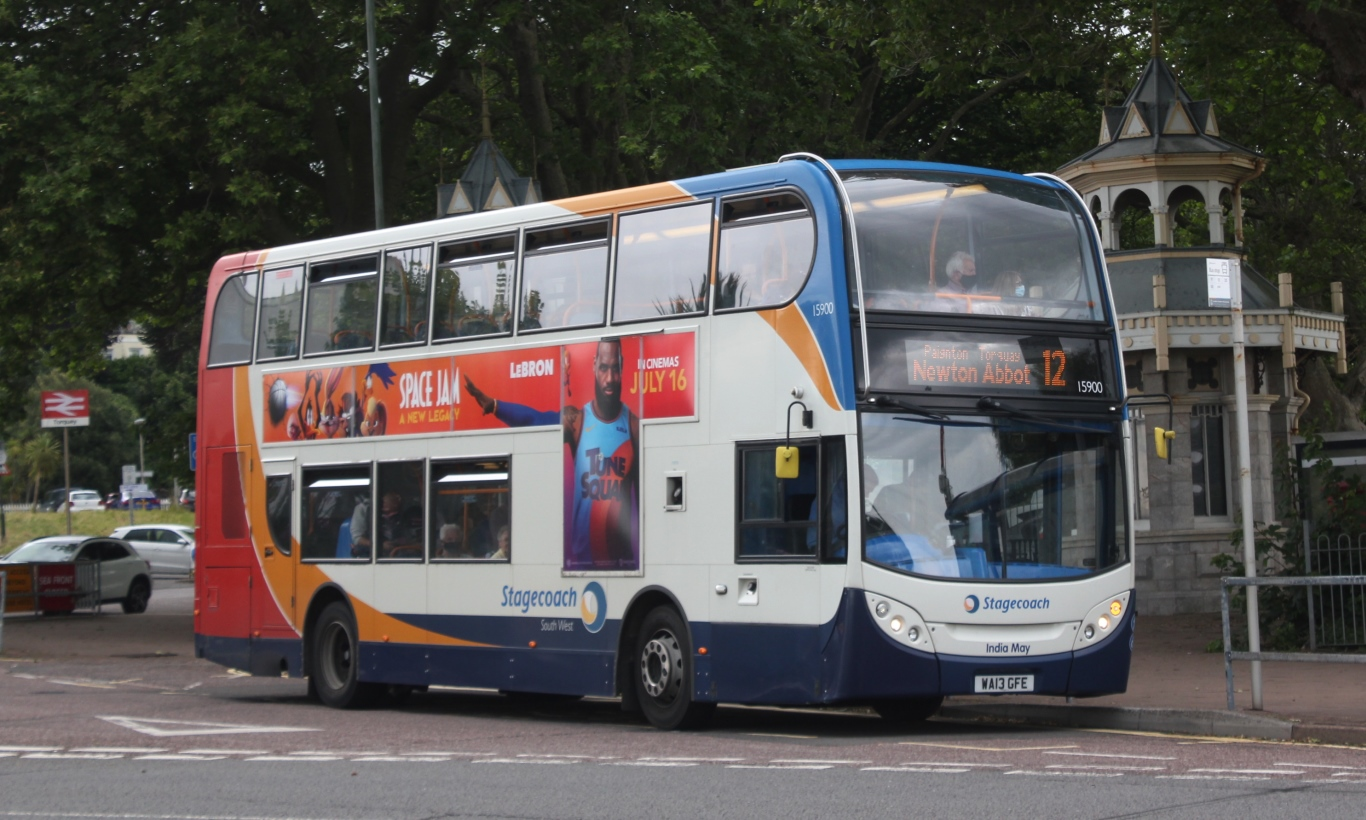

El 3 de abril de 2021, se lanzó el primer tráiler en línea que revela que personajes de varias propiedades de Warner Bros. aparecerán en la película, incluidos varias series de televisión de Hanna-Barbera, DC, Animaniacs, Game of Thrones, The Shining, Mad Max, Blade Runner, The Lord of the Rings, la serie de televisión Batman del 66, Batman de Burton/Schumacher, Superman, Mundo Mágico, Wonder Woman, The Matrix, El Hobbit y Thundercats, así como películas, como The Wizard of Oz, El Halcón Maltés, King Kong, A Clockwork Orange, The Mask, Smallfoot, Casablanca, Los Goonies, What Ever Happened to Baby Jane?, The Iron Giant, Harry Potter, e It, entre muchos otros. Jordan Hoffman, de la revista Vanity Fair comparó el tráiler de la franquicia Tron y compañero de la película de Warner Bros. Ready Player One.

### Mercancía
En julio de 2020, un sombrero con el logotipo de la película estuvo disponible en el sitio web de la tienda WB. El 1 de septiembre de 2020, se anunció que la compañía de juguetes australiana Moose Toys hizo un trato con Warner Bros. para fabricar mercadería para la película junto con la película híbrida de acción en vivo / animada de 2021, Tom y Jerry.

## Estreno
Space Jam 2 se lanzó en cines el 16 de julio de 2021 y en streaming para HBO Max, solo en Estados Unidos.
El 3 de abril de 2021 se lanzó el primer tráiler completo.

## Recepción

### Crítica
Space Jam: A New Legacy recibió reseñas generalmente negativas de parte de la crítica y la audiencia. En el sitio web especializado Rotten Tomatoes, la película posee una aprobación de 25%, basada en 220 reseñas, con una calificación de 4.4/10, y con un consenso crítico que dice: "A pesar de los mejores esfuerzos de LeBron James por hacer de Tune Squad un equipo ganador, Space Jam: A New Legacy cambia el meta humor estrafalario de su predecesora por un ejercicio desvergonzado y cansado de publicidad impulsado por propiedades intelectuales". De parte de la audiencia tiene una aprobación de 46%, basada en más de 5000 votos, con una calificación de 2.8/5.
El sitio web Metacritic le dio a la película una puntuación de 36 de 100, basada en 45 reseñas, indicando "reseñas generalmente desfavorables". Las audiencias encuestadas por CinemaScore le otorgaron a la película una "A-" en una escala de A+ a F, mientras que en el sitio IMDb los usuarios le asignaron una calificación de 4.4/10, sobre la base de 64 246 votos. En la página web FilmAffinity la cinta tiene una calificación de 4.4/10, basada en 4426 votos.

### Premios y nominaciones
| Año  | Premios                                   | Categoría                         | Nominados                                                                                    | Resultado | Ref.   |
| ---- | ----------------------------------------- | --------------------------------- | -------------------------------------------------------------------------------------------- | --------- | ------ |
| 2021 | Hollywood Professional Association Awards | Mejor sonido en una película      | Tim LeBlanc, Michael Keller, Erik Aadahl, Ethan Van der Ryn y Malte Bieler                   | Ganadores | [ 53 ] |
| 2021 | Premios People's Choice                   | Mejor película de comedia de 2021 | Space Jam: A New Legacy                                                                      | Nominada  | [ 54 ] |
| 2022 | Premios Golden Raspberry                  | Peor película                     | Ryan Coogler, LeBron James, Maverick Carter y Duncan Henderson                               | Nominada  | [ 55 ] |
| 2022 | Premios Golden Raspberry                  | Peor actor                        | Lebron James                                                                                 | Ganador   | [ 55 ] |
| 2022 | Premios Golden Raspberry                  | Peor pareja                       | LeBron James y cualquier personaje de dibujos animados de Warner (o producto de Time-Warner) | Ganadores | [ 55 ] |
| 2022 | Premios Golden Raspberry                  | Peor remake o secuela             | Space Jam: A New Legacy                                                                      | Ganadora  | [ 55 ] |
| 2022 | Hawaii Film Critics Society Awards        | Peor película de 2021             | Space Jam: A New Legacy                                                                      | Ganadora  | [ 56 ] |

## Futuro
Después del lanzamiento de la película, una tercera entrega de Space Jam estuvo en las conversaciones del director Malcolm D. Lee con Dwayne Johnson involucrado como protagonista, pasando del género deportivo del baloncesto a la lucha libre profesional.